# Frank Emmelmann
Pour les articles homonymes, voir Emmelmann.
Frank Emmelmann, né le 15 septembre 1961 à Schneidlingen, est un athlète ayant concouru pour la République démocratique allemande (RDA) dans les années 1980. Il s'est illustré en remportant notamment le titre de champion d'Europe du 100 mètres en 1982.

## Carrière sportive
Lors de la Coupe d'Europe des nations d'athlétisme 1981, Emmelmann termine 2e du 100 m remporté par le champion olympique Allan Wells, mais s'adjuge le titre du 200 m en 20 s 33, un record de RDA. Il remporte l'année suivante la médaille d'or du 100 m des Championnats d'Europe 1982 d'Athènes, devançant de 4 centièmes de seconde l'Italien Pierfrancesco Pavoni. Il obtient deux nouvelles distinctions lors de ces championnats : le bronze sur 200 m, et l'argent avec ses coéquipiers est-allemands du relais 4 × 100 m (Kübeck, Prenzler et Munkelt). Il s'impose ensuite à deux reprises en Coupe d'Europe, remportant le 100 m en 1983 et le 200 m en 1985, en 20 s 23, soit dix centièmes de mieux que son précédent record.
En 1986, à l'occasion des Championnats d'Europe de Stuttgart, Emmelmann obtient une nouvelle médaille d'argent dans l'épreuve du relais 4 × 100 m, associé à Thomas Schröder, Steffen Bringmann et Olaf Prenzler.
Il a détenu jusqu'en 2012 le record d'Allemagne (réunifiée) du relais 4 × 100 m, en 38 s 29, obtenu à Karl-Marx-Stadt le 9 juillet 1982, lors d'un match entre la RDA et les États-Unis, la RDA étant arrivée 2e (Schröder, Kübeck, Prenzler, Frank Emmelmann).

## Palmarès

### Championnats d'Europe
- Championnats d'Europe d'athlétisme 1982 à Athènes :
  -  Médaille d'or du 100 mètres
  -  Médaille de bronze du 200 mètres
  -  Médaille d'argent du relais 4 × 100 mètres
- Championnats d'Europe d'athlétisme 1986 à Stuttgart :
  -  Médaille d'argent du relais 4 × 100 mètres

### Coupe d'Europe
- Vainqueur de la Coupe d'Europe d'athlétisme en 1981, 1983 et 1985.